# Synagogue Canton
La synagogue Canton (en italien : Scuola Canton ou Schola Canton) est une ancienne congrégation et synagogue juive orthodoxe située dans le ghetto de Venise, en Italie.
Achevée en 1532, elle est la deuxième plus ancienne synagogue vénitienne, après la proche Scuola Grande Tedesca (1528), et l'une des cinq synagogues établies dans le ghetto. Ses origines sont incertaines : elle aurait pu être construite comme salle de prière pour un groupe de Juifs provençaux peu après leur arrivée à Venise, ou comme synagogue privée pour une famille locale éminente. Régulièrement remaniée au cours de son histoire, son intérieur est principalement décoré dans les styles baroque et rococo.
Cessée de fonctionner comme synagogue en 1917, l'ancien bâtiment de la synagogue a été restauré entre 2016 et 2017 par le World Monuments Fund. N'étant plus utilisée pour le culte régulier, elle est ouverte au public en tant que musée juif par le biais du musée juif de Venise.

## Origine du nom
Comme les quatre autres synagogues de Venise, la synagogue Canton est désignée par le terme scuola (« école ») plutôt que sinagoga (« synagogue »), à l'instar des Juifs ashkénazes qui appellent la synagogue shul (שול‎) en yiddish. Dans le contexte vénitien, ce terme revêt une connotation supplémentaire : la Scuola désigne en effet les institutions de confréries chrétiennes consacrées à l'assistance des nécessiteux, les plus célèbres étant les six Scuole Grandi de Venise. Le bâtiment de la synagogue Canton a également abrité au fil des siècles le siège de plusieurs organisations caritatives et d'aide, de manière similaire à ce qui se passait dans la Scuola Italiana adjacente,.
Parmi les différentes étymologies proposées pour le mot Canton, celle généralement acceptée le relie à l'ancien toponyme du site, canton del medras (le coin du midrash), faisant référence à la position du bâtiment dans le coin sud de la place du Ghetto Nuovo. Selon une autre hypothèse, le mot proviendrait de la famille Canton (ou Cantoni) qui aurait financé la construction de la synagogue,,, ; cette hypothèse est soutenue par le fait que trois salles de prière juives autrefois situées dans le Ghetto Nuovo (Scuola Luzzatto, Scuola Coanim et Scuola Meshullamim) portaient les noms de leurs familles fondatrices.

## Histoire
La synagogue Canton est l'une des trois synagogues situées dans le Ghetto Nuovo, la partie la plus ancienne du Ghetto vénitien, établi le 29 mars 1516, aux côtés de la Scuola Grande Tedesca et de la Scuola Italiana. Elle est construite entre 1531 et 1532, par des membres de la communauté ashkénaze locale. Une plaque en pierre placée à gauche du bêma mentionne le don de 180 ducats, offert par un homme nommé Shlomo en 1532 pour la construction de la synagogue. La même date (5292 selon le calendrier hébreu) est affichée au-dessus de la porte d'entrée.

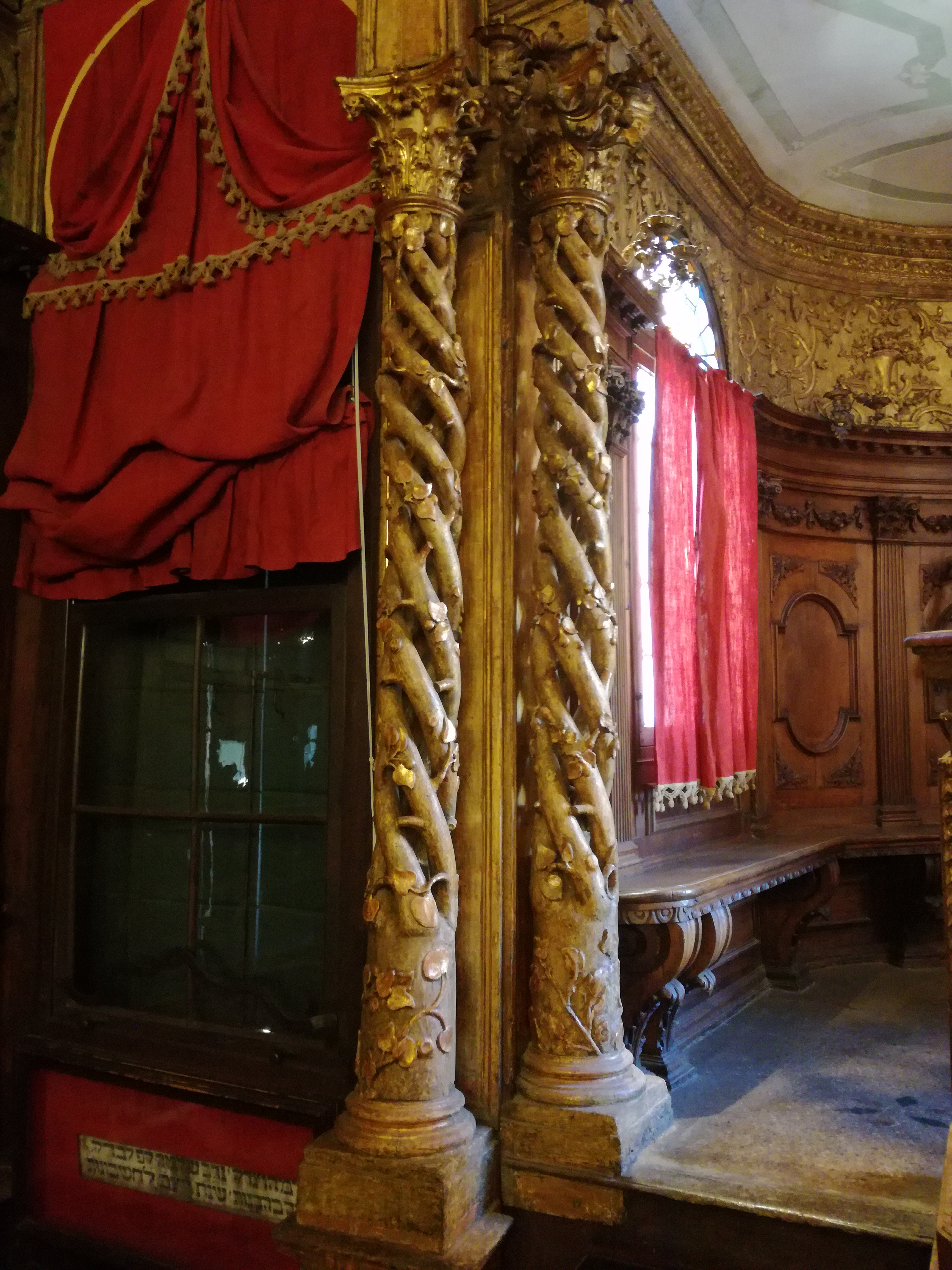
Les deux colonnes en bois sont situées du côté gauche du bêma. Dans le coin inférieur gauche se trouve l'inscription mentionnant le don de 180 ducats de 1532 pour la construction de la synagogue.

L'établissement de la synagogue Canton suit de quatre ans celui de la Scuola Grande Tedesca, également de rite ashkénaze, et pourrait ainsi résulter d'une division émergente au sein de la communauté ashkénaze locale. Des éléments suggèrent que la nouvelle synagogue a été érigée par un groupe de Juifs provençaux peu après leur arrivée à Venise, à une époque marquée par une forte augmentation de la population juive en raison de l'immigration en provenance de pays voisins,. Les Juifs provençaux ont été contraints de quitter massivement Arles à la suite de l'annexion de la Provence à la France en 1484, beaucoup choisissant de s'installer en Italie. Plusieurs éléments semblent prouver les origines provençales de la synagogue Canton : par exemple, c'était la seule synagogue vénitienne où le Lekha Dodi, un hymne couramment chanté par les Juifs français la veille du Shabbat, était interprété. De plus, l'effet  « bifocal » de la synagogue, créé par le bêma et l'arche s'affrontant aux extrémités opposées du sanctuaire, est une disposition rarement observée dans les anciennes synagogues européennes, mais courante dans les bâtiments de synagogues provençales, comme celles de Carpentras et Cavaillon.
Le bâtiment de la synagogue accueillait à l'origine des fonctions religieuses et sociales : le rez-de-chaussée était occupé par l'entrepôt de cercueils de la Fraterna della Misericordia degli Hebrei Tedeschi, une institution juive fournissant des services funéraires aux membres de la communauté (remplacée au XIXe siècle par la Fraterna dei Poveri), tandis que le deuxième étage abritait l'école locale de Talmud Torah (Fraterna sive Scuola Talmud Torah di Ghetto Nuovo),.
La synagogue Canton a été remodelée plusieurs fois au cours des XVIe siècle, XVIIe siècle et XVIIIe siècle, les interventions les plus importantes ayant lieu à la fin des années 1630 et 1650, dans les années 1730 et 1770. Avec les autres synagogues de Venise, elle cesse d'être régulièrement utilisée en octobre 1917, lorsque la communauté juive locale est contrainte de se dissoudre ; à ce moment-là, l'administration de tous les lieux de culte juifs est confiée à une seule institution, les Templi Israelitici Uniti.
À partir de 1968, le bâtiment subit d'importantes interventions de restauration menées par le World Monuments Fund (WMF) et le ministère de la Culture, incluant la stabilisation des fondations et l'isolation des murs,. En 1989, la synagogue est rouverte au public, dans le cadre d'une nouvelle zone muséale regroupant les trois synagogues du Ghetto Nuovo, ainsi que le musée de l'art juif de Venise (établi en 1953, maintenant le musée juif de Venise). Des campagnes de conservation plus récentes ont été réalisées par le WMF en 2014 et en 2016-2017, avec le soutien de la David Berg Foundation,.

## Architecture

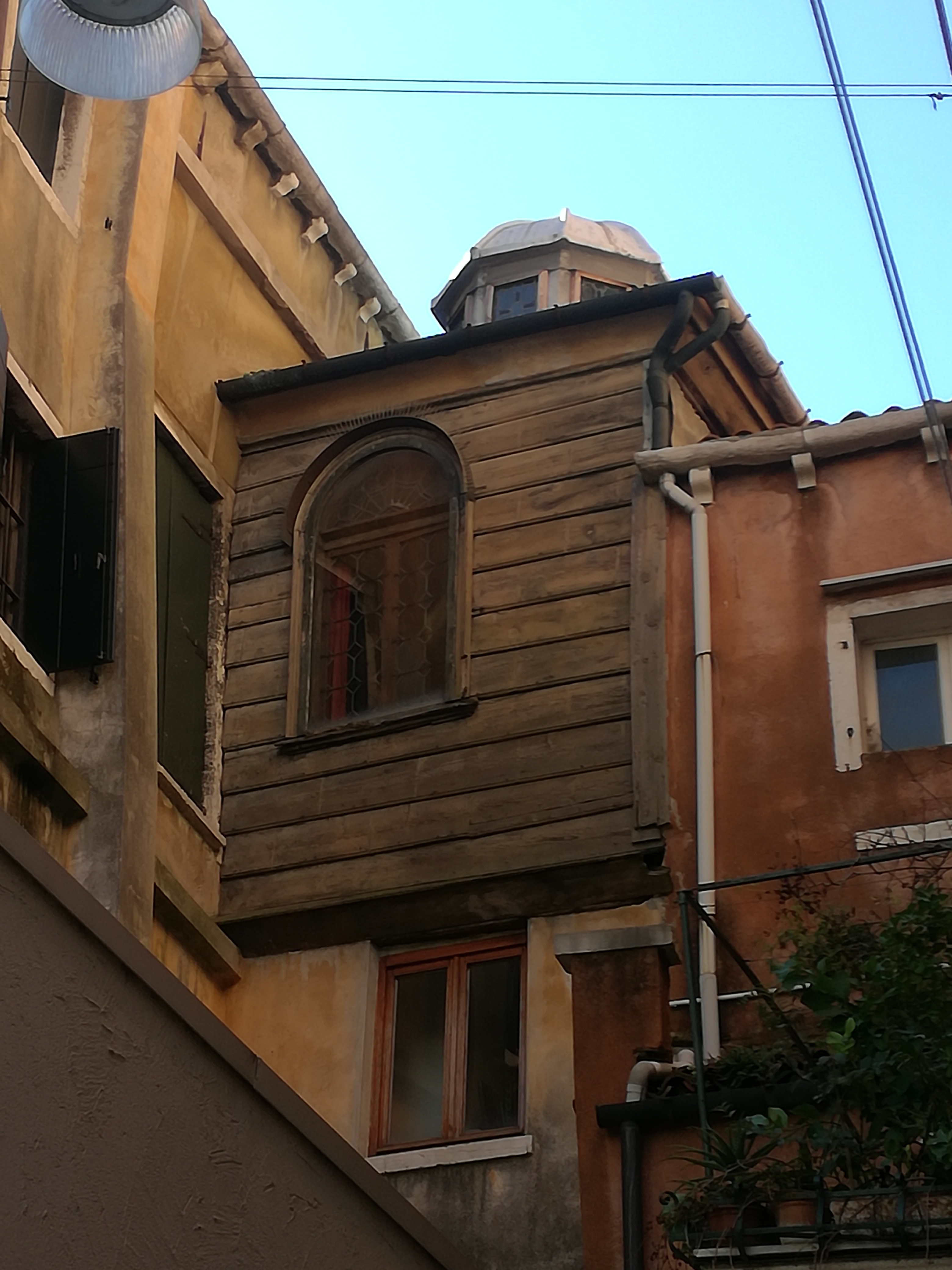
Pour l'observateur se tenant sur la place du Ghetto Nuovo, la petite coupole au-dessus du bêma est le seul signe visible de la présence de la synagogue.

La salle principale de la synagogue présente un plan rectangulaire légèrement asymétrique, mesurant 12,9 m × 7,1 m × 12,7 m × 6,5 m, en contraste avec l'irrégularité marquée du plan au sol de la Scuola Grande Tedesca à proximité. Elle occupe un emplacement à peine visible de l'extérieur, au troisième étage d'un bâtiment vernaculaire de quatre étages, qui fait face à la place principale du Ghetto. Cette anonymité extérieure est une caractéristique indispensable pour les synagogues construites à Venise dans les premières décennies du XVIe siècle, car les lieux de culte juifs, bien que tolérés, étaient encore officiellement interdits à cette époque. La synagogue se trouve à une position élevée, un trait partagé avec la Scuola Grande Tedesca et la Scuola Italiana, conformément aux préceptes talmudiques concernant l'architecture des synagogues,, ; de manière plus pratique, le terrain sur lequel se dresse le bâtiment appartenait à une famille patricienne vénitienne influente, mais cette élévation plaçait la synagogue sous le contrôle direct de la communauté juive.
L'entrée du bâtiment de la synagogue au premier étage se compose d'un hall spacieux et lumineux, divisé par deux colonnes toscanes blanches. Un escalier, orné de plaques du XIXe siècle commémorant des membres éminents de la communauté, le relie à la synagogue du troisième étage. L'apparence actuelle du hall et de l'escalier résulte d'une restauration effectuée à la fin des années 1850. Au troisième étage, la synagogue est accessible par un vestibule étroit bordé de bancs ; quatre fenêtres situées sur le mur ouest du vestibule (bouchées en 1847 et rouvertes en 1980) donnent sur la salle principale. La fonction originale de cet espace, rappelant l'antichambre (polish en yiddish) souvent trouvée dans les bâtiments de synagogues d'Europe centrale, n'est pas claire ; cependant, sa disposition suggère qu'il a pu initialement servir de matroneum. Une nouvelle galerie pour femmes a été achevée en 1736 : à partir de ce moment et jusqu'en 1847, l'antichambre est considérée comme ayant été utilisée par des personnes qui ne pouvaient pas se permettre un siège dans la salle principale. En raison des dimensions modestes de la synagogue, le nombre de places était en effet limité : posséder un siège était considéré comme un symbole de statut, et les sièges étaient souvent transmis de génération en génération au sein de familles influentes,.

### Intérieur
La synagogue bénéficie d'une abondance de lumière naturelle grâce aux onze grandes fenêtres donnant sur l'extérieur. L'intérieur, fortement modifié par des interventions au XVIIIe siècle, est décoré dans le style baroque avec quelques éléments rococo. Les points focaux principaux, le bêma et l'arche, sont placés aux extrémités opposées du sanctuaire : c'est la première synagogue vénitienne à être construite avec l'effet  « bifocal », car le pupitre de la Scuola Grande Tedesca, qui a été déplacé par la suite, était à l'origine situé au centre de la salle, conformément à la configuration traditionnelle du  « bêma central ».

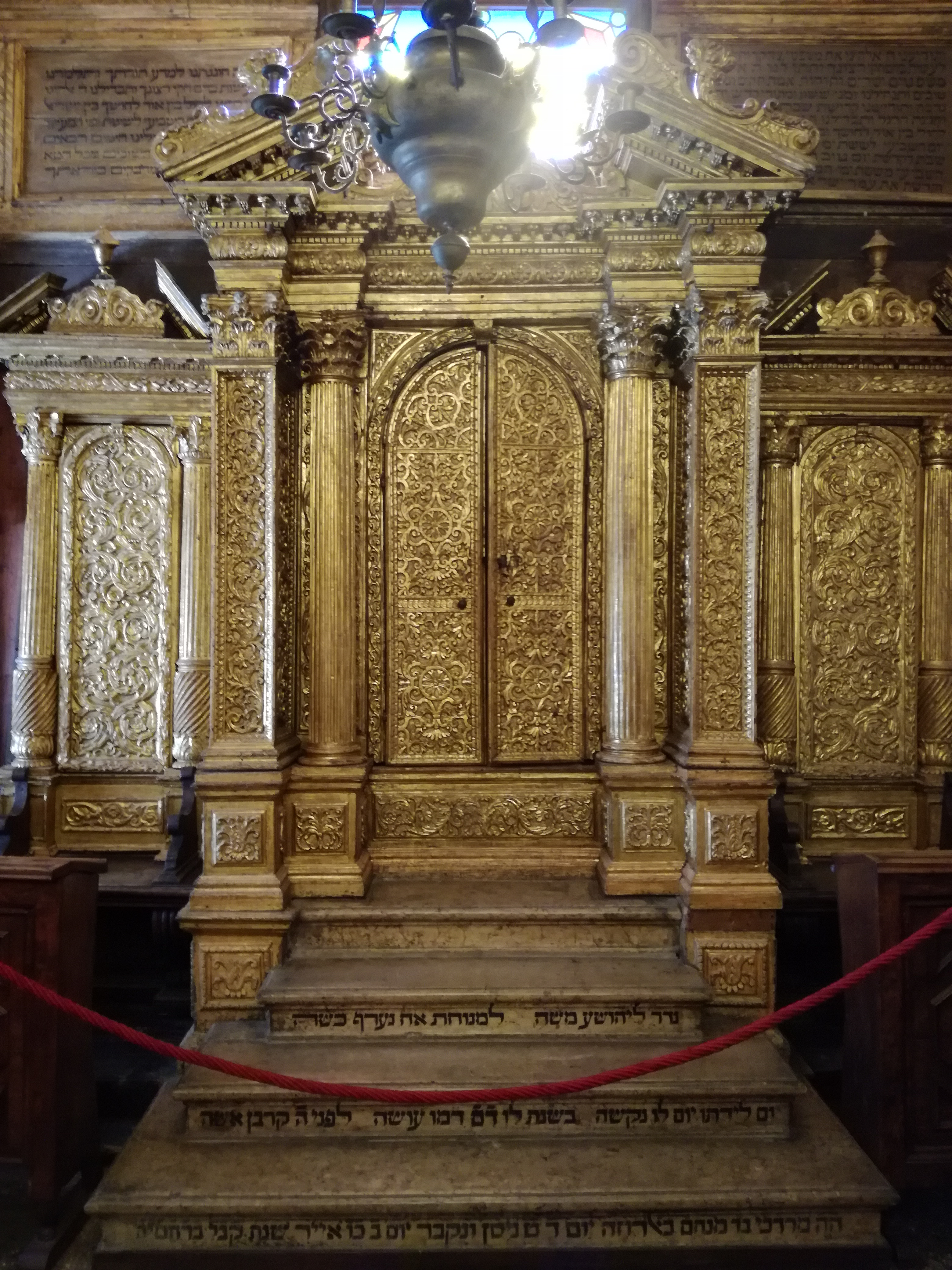
L'arche.

L'arche, richement décorée, est entièrement dorée, comme le prescrit le Livre de l'Exode en ce qui concerne l'Arche d'alliance ; cette abondance de dorure reflète également le style décoratif en vogue à la fin du XVIIe siècle à Venise,. L'arche occupe une niche profonde dans le mur sud faisant face à Jérusalem, comme dans les anciennes synagogues. La niche dépasse vers l'extérieur et est donc visible de l'extérieur ; cette caractéristique, typique de l'architecture domestique vénitienne et autrefois courante dans les bâtiments de la ville, est appelée liagò (ou diagò) et dérive probablement de l'architecture islamique,,. Au-dessus de l'arche, une petite fenêtre en vitrail avec des accents bleus, jaunes, rouges et verts apporte une lumière supplémentaire. 
L'arche présente une structure tripartite : la section centrale abrite la niche pour les rouleaux de Torah, surmontée d'un fronton brisé baroque et flanquée de deux piliers carrés et de deux colonnes corinthiens cannelées. Les deux sections latérales comportent des sièges pour les parnassim avec des dossiers ornés et courbés, couronnés de petits frontons brisés et encadrés de chaque côté par des colonnes corinthiennes avec des cannelures obliques et verticales. Les marches en marbre qui mènent au placard portent une inscription obscure en hébreu, qui se lit :

« Don de Joshua Moshe en mémoire de son frère, qui a été abattu comme un bouc. Le jour de sa naissance fut un jour difficile pour lui. À l'occasion de son 44e anniversaire, son sang est offert en sacrifice à Dieu. Mordechai, fils de Menachem Baldosa, 1672. »

La date mentionnée dans l'inscription indique  « avec une grande approximation » celle de la construction de l'arche et, comme noté précédemment, son style décoratif rappelle clairement cette période. Au-dessus des sièges des parnassim se trouvent deux panneaux en bois portant des textes de deux prières de Shabbat.

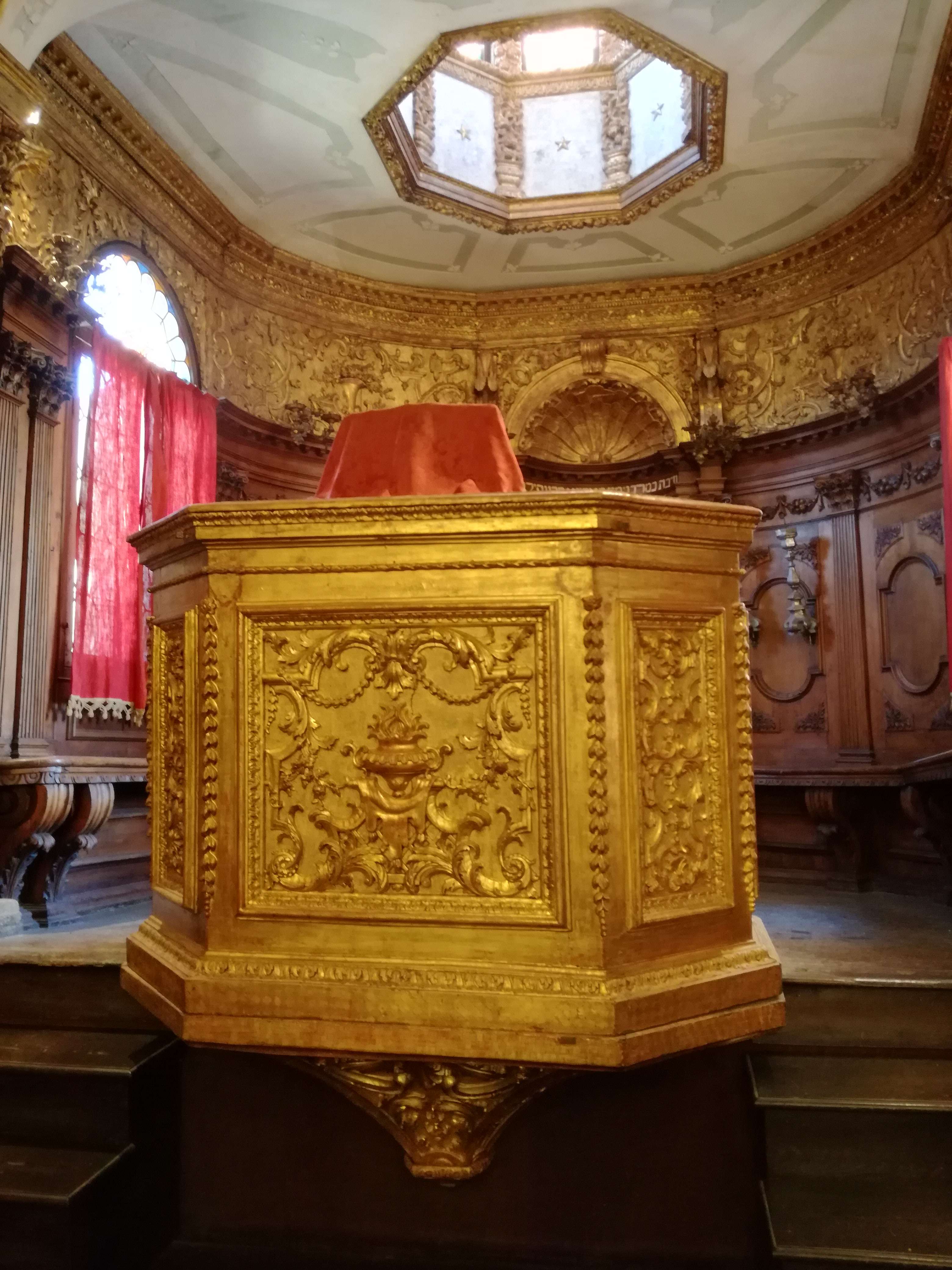
Le bêma.

À l'extrémité opposée de la salle se trouve le bêma, qui date d'environ 1780. Le pupitre polygonal surélevé, accessible par cinq marches en bois et décoré dans le style rococo, est surmonté d'un arc semi-elliptique soutenu par quatre colonnes originales aux branches entrelacées, qui rappellent les deux piliers du porche du Temple de Salomon. Les colonnes ont été restaurées dans les années 1980. Le pupitre se dresse à l'intérieur d'une niche semi-hexagonale, éclairée par le haut par un puits de lumière en forme de dôme, construit vers 1730. Les sièges en bois entourant le pupitre étaient à l'origine réservés aux membres les plus éminents de la communauté. La réorganisation de cette section de la synagogue au XVIIIe siècle a très probablement été réalisée par l'architecte chrétien Bartolomeo Scalfurotto, qui travaillait à la même époque (vers 1731) sur la rénovation de la façade du palais des Doges.
Contre les murs les plus longs de la salle se trouvent deux bancs en noyer dont la décoration a été achevée en 1789, en même temps que la dorure de l'intérieur de la synagogue. Tous les murs sont subdivisés en cinq sections horizontales ; le nombre cinq se retrouve à plusieurs reprises dans la synagogue (cinq ouvertures sur les deux murs les plus longs, ainsi que les marches menant au bêma), témoignant de son importance dans le judaïsme.
Deux des quatre murs se distinguent par la présence de huit panneaux en bois avec des médaillons en relief représentant des épisodes bibliques du Livre de l'Exode, notamment la ville de Jéricho, le passage de la mer Rouge, l'autel des sacrifices, la manne, l'arche sur les rives du fleuve Jourdain, Coré, le don de la Torah et Moïse faisant jaillir de l'eau du rocher. Les huit médaillons, peints à la tempera, n'ont pas de mérite artistique particulier, mais se distinguent par leur rareté : les peintures de paysages sont en effet une caractéristique extrêmement peu commune dans les synagogues, et leur présence dans la synagogue Canton peut refléter l'influence de modèles d'Europe centrale. Les médaillons rappellent en fait les cartouches ovales affichés sur les frontispices des livres juifs imprimés à Cracovie à la fin du XVIe siècle.